# Milánói Tudományos és Irodalmi Akadémia
A Milánói Tudományos és Irodalmi Akadémia (olaszul Accademia scientifico-letteraria di Milano) 1861-től 1924-ig működött milánói tudományos egyesület volt, amelynek fő feladata Milánó tudományos-kulturális életének szervezése, ezen keresztül a Milánói Tudományegyetem megalapításának szakmai előkészítése volt.
A város polgármestere, Gabrio Casati 1859-ben hozott rendeletet egy milánói tudományos társaság megalapításának szükségességéről. Az akadémiát végül 1861-ben alapították, de működését ténylegesen csak 1863-ban kezdte meg. Munkáját egy igazgatótanács irányította, egyik fő feladata egy milánói egyetem megszervezése, a bázisul szolgáló tudományos és szakmai háttér kialakítása volt. Az akadémia korai időszakának illusztris alakjai közé tartozott többek között a nyelvész Graziadio Isaia Ascoli és az író Emilio De Marchi. Eleinte voltaképpen a város műszaki főiskolája, a Politecnico di Milano bölcsészeti fakultásaként funkcionált. Ascoli küzdött ugyan az akadémia autonómiájáért, de fáradozásait nem koronázta siker, 1875-ben a közoktatásügyi minisztérium megerősítette a főiskola fennhatóságát az akadémia felett. Végül egy 1880-as rendeletben ismerték el a Milánói Tudományos és Irodalmi Akadémia különállását, ekkor indult el az akadémia égisze alatt a nyelvészeti és irodalomtudományi képzés. A működési keretek 1924-ig változatlanok maradtak, olyan tudósok öregbítették az akadémia hírnevét, mint az orvos Luigi Mangiagalli és a filológus Francesco Novati, de a helyi önkormányzat és közélet vezető személyiségei mellett jelentős szerepet vállaltak a tudományos-oktatásügyi szervezőmunkában a város szakiskoláinak vezetői, mint például a kémikus Wilhelm Koerner, az állatorvos Buonsanti Nicola Lanzillotti és a közgazdász Leopoldo Sabbatini.
Mangiagalli 1922-ben a város polgármestere lett, így immár vezető pozícióból támogathatta a szervezőmunkát. Ennek eredményeként 1923-ban megalapították, s 1924 januárjában megnyithatta kapuit Lombardia második állami egyeteme (a paviai mellett), a négy karral működő Milánói Tudományegyetem (Università degli Studi di Milano).